# Phyllachora lactea
Phyllachora lactea är en svampart som först beskrevs av Henn., och fick sitt nu gällande namn av Theiss. & Syd. 1915. Phyllachora lactea ingår i släktet Phyllachora och familjen Phyllachoraceae.   Inga underarter finns listade i Catalogue of Life.